# Sonda (fusée)

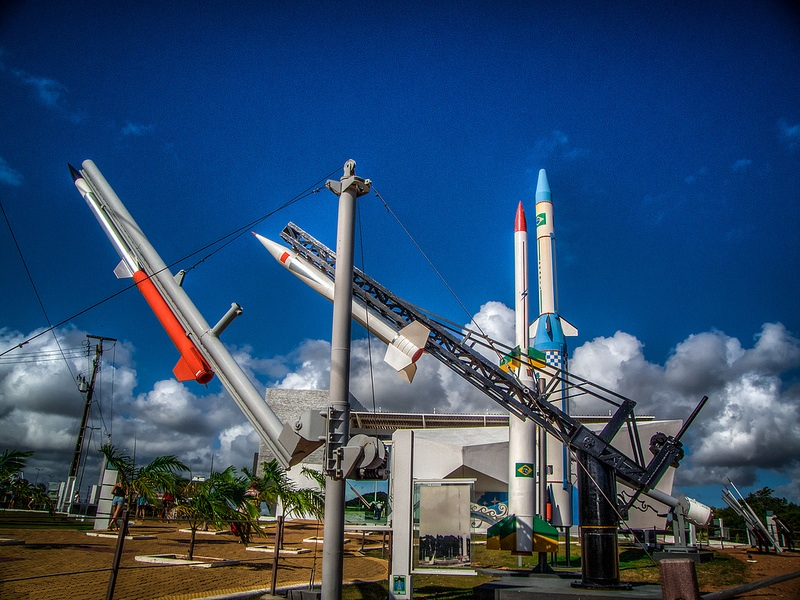
La famille de fusées-sondes Sonda.

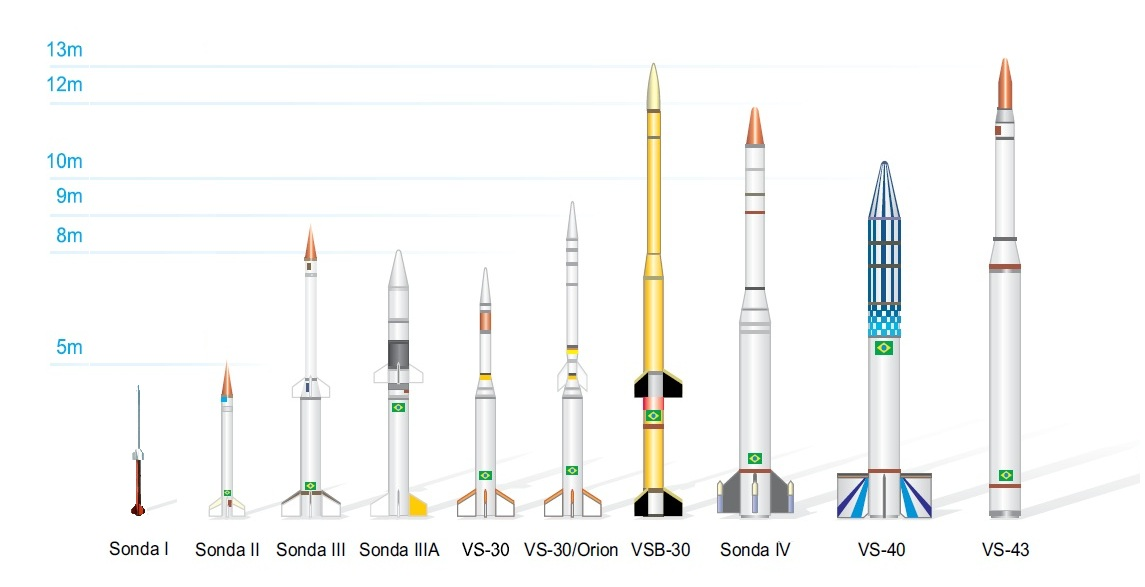
Les fusées sondes brésiliennes

Sonda est une famille de fusées-sondes développée par le Brésil à partir de 1965. Elles ont servi à lancer des expériences scientifiques dans la haute atmosphère mais elles ont également permis à ce pays de maitriser les techniques nécessaires au développement du premier lanceur national VLS-1. Une cinquantaine de fusées-sondes de cette familles ont été lancées. Les Sonda ont été progressivement remplacées au milieu des années 1990 par la famille des fusées sondes VS.

## Historique
En 1963 le ministère de l'aéronautique du Brésil crée le GETEPE pour développer les activités spatiales du pays. Cet organisme met au point la petite fusée-sonde météorologique SOMFA. Cette dernière a été construite par la société Avibras (en) fondée en 1961 pour la construction de missiles et fusées militaires. Au cours des années 1960 le GETEPE (remplacée à partir de octobre 1969 par l'Istituto di aeronautica e spazio ou IAE) fait développer par Avibras la famille des fusées-sondes Sonda. Le développement de ces fusées à propergol solide mono et bi-étages est réalisée avec l'assistance des États-Unis. Elle permet à l'IAE d'acquérir progressivement la maitrise des techniques qui déboucheront sur la réalisation du premier lanceur national VLS-1.

## Caractéristiques techniques
| Caractéristiques        | Sonda 1                     | Sonda 2               | Sonda 3                 | Sonda 4                 |
| ----------------------- | --------------------------- | --------------------- | ----------------------- | ----------------------- |
| Étages                  | 1 étage S10.1 1 étage S10.2 | 1 étage S20           | 1 étage S30 1 étage S20 | 1 étage S43 1 étage S30 |
| Moteur                  | Propergol solide HTPB       | Propergol solide HTPB | Propergol solide HTPB   | Propergol solide HTPB   |
| Masse                   | 65 kg                       | 368 kg                | 1 548 kg                | 7 417 kg                |
| Hauteur                 | 3,95 m                      | 4,1 m                 | 8 m                     | 11 m                    |
| Diamètre maximum        | 0,127 m                     | 0,300 m               | 0,557 m                 | 1,008 m                 |
| Poussée initiale        | 27 kN                       | 32 kN                 | 102 kN                  | 203 kN                  |
| Apogée                  | 65 km                       | 100 km                | 650 km                  | 1 000 km                |
| Charge utile            | 4 kg                        | 70 kg                 | 150 kg                  | 500 kg                  |
| Autres caractéristiques |                             |                       |                         |                         |
| Premier tir             | 1er avril 1965              | 21 février 1990       | 26 février 1976         | 21 novembre 1984        |
| Dernier tir             | 1977                        | 1996                  | 2002                    | 1989                    |
| Nombre de lancements    | 226                         | 15                    | 31                      | 4                       |
| Statut                  | retirée du service          | retirée du service    | retirée du service      | retirée du service      |

## Galerie

Fusées-sondes du programme Sonda
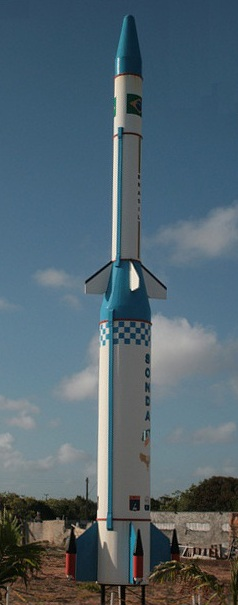
Sonda 4

### Source
- (en) Brian Harvey, Henk H F Smid et Theo Pirard, Emerging space powers : The new space programs of Asia, the Middle East ans South America, Springer Praxis, 2010 (ISBN 978-1-4419-0873-5)